# Skorki Ukrainy

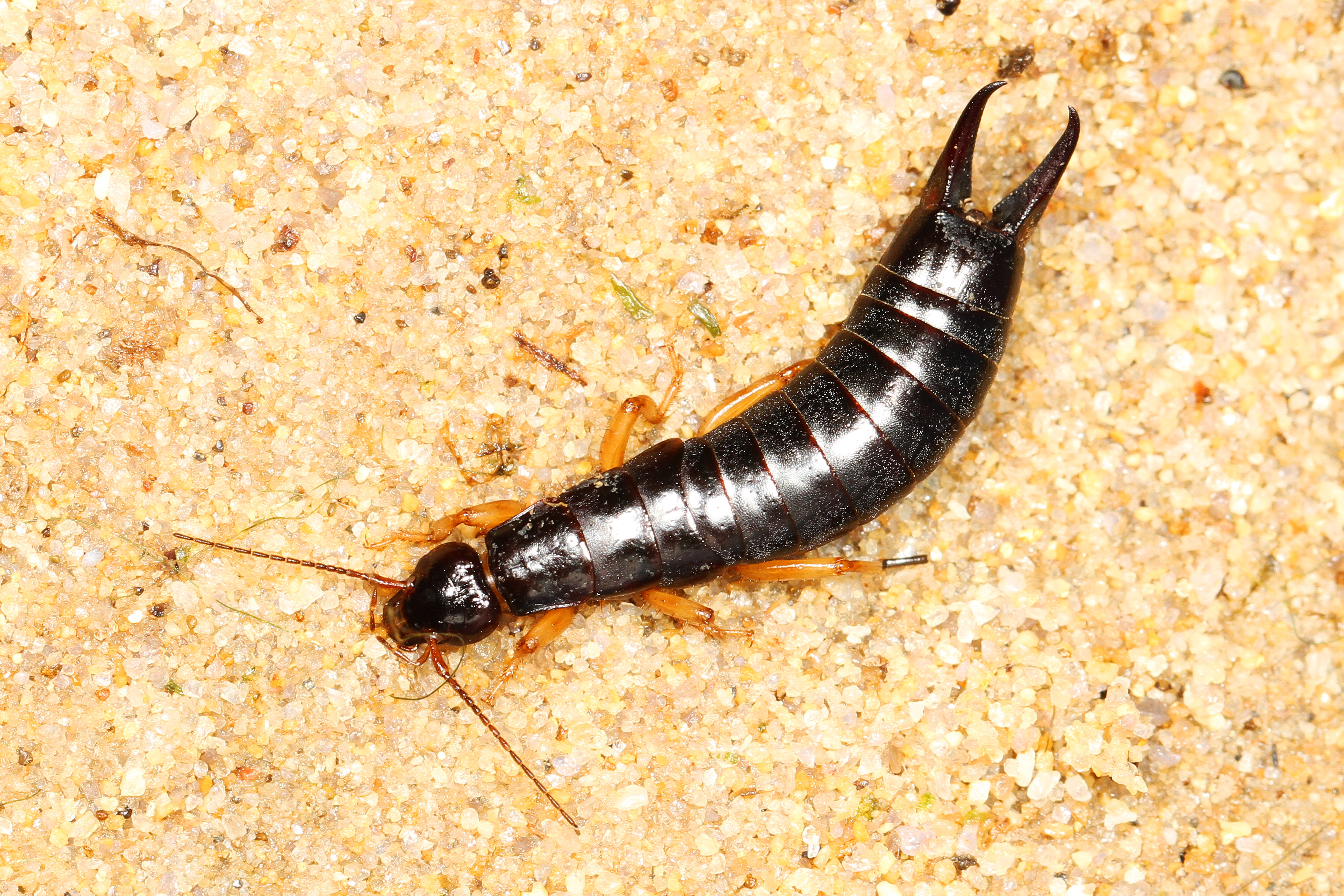
Anisolabis maritima

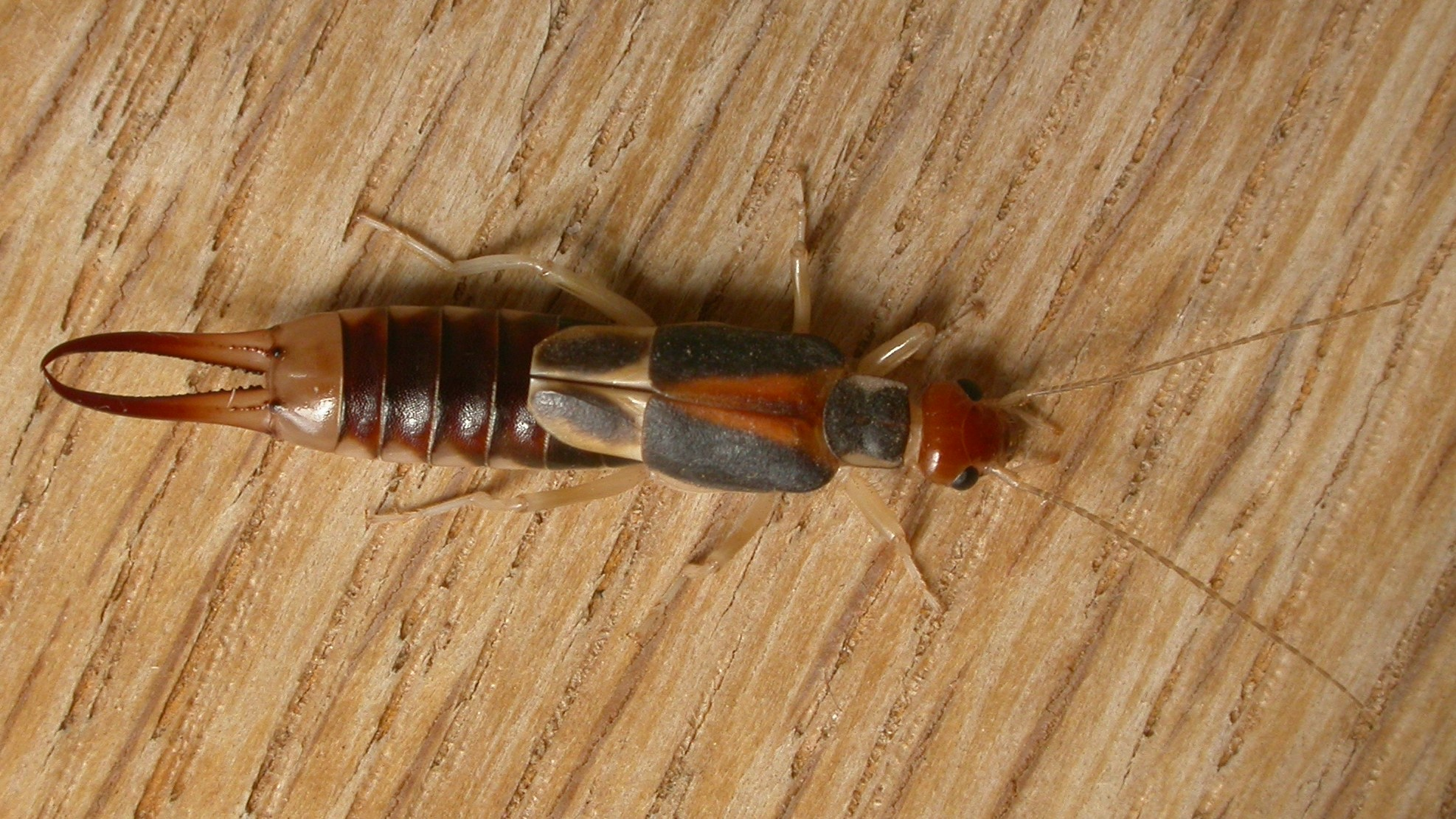
Obcążnica nadbrzeżna

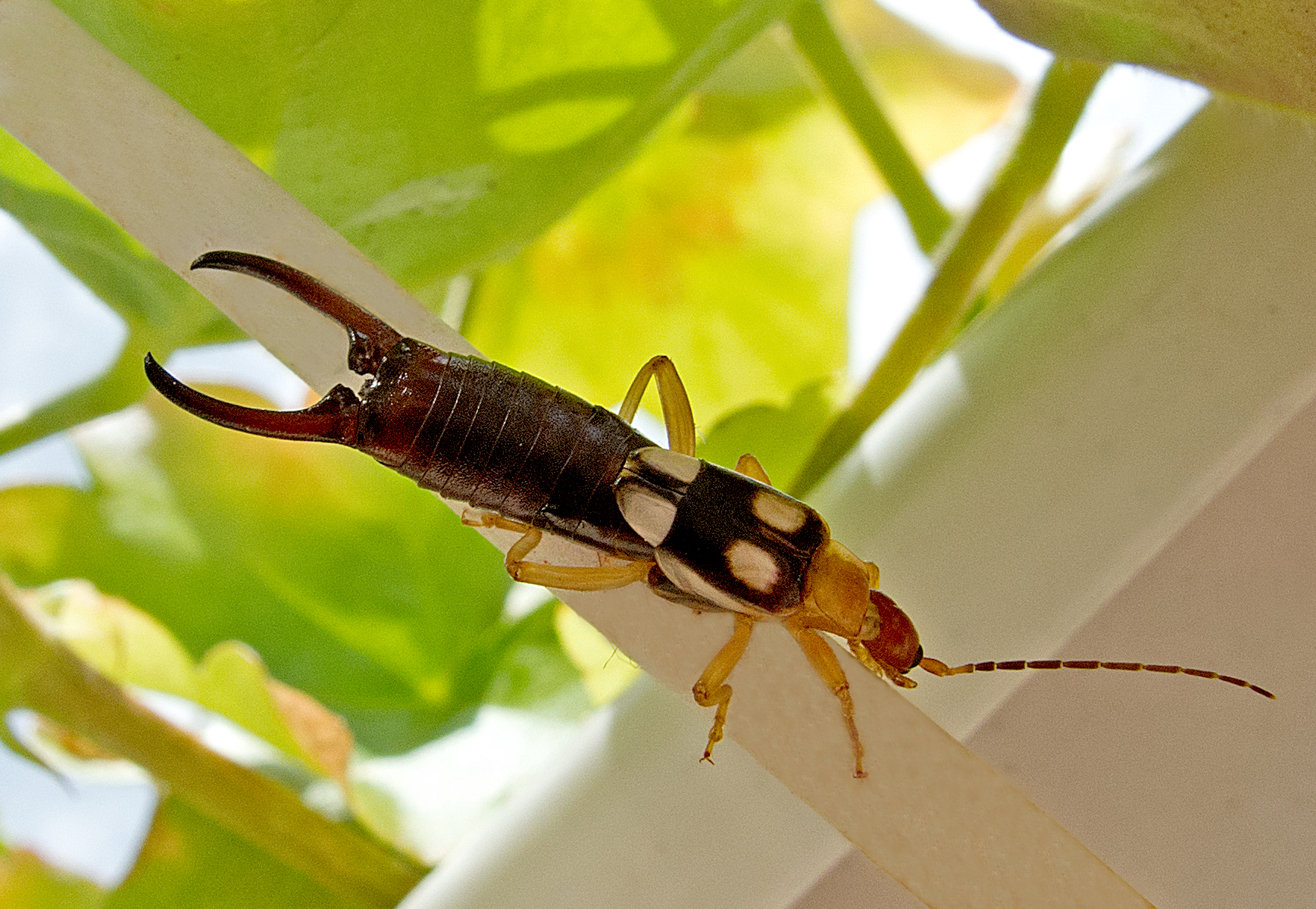
Forficula smyrnensis

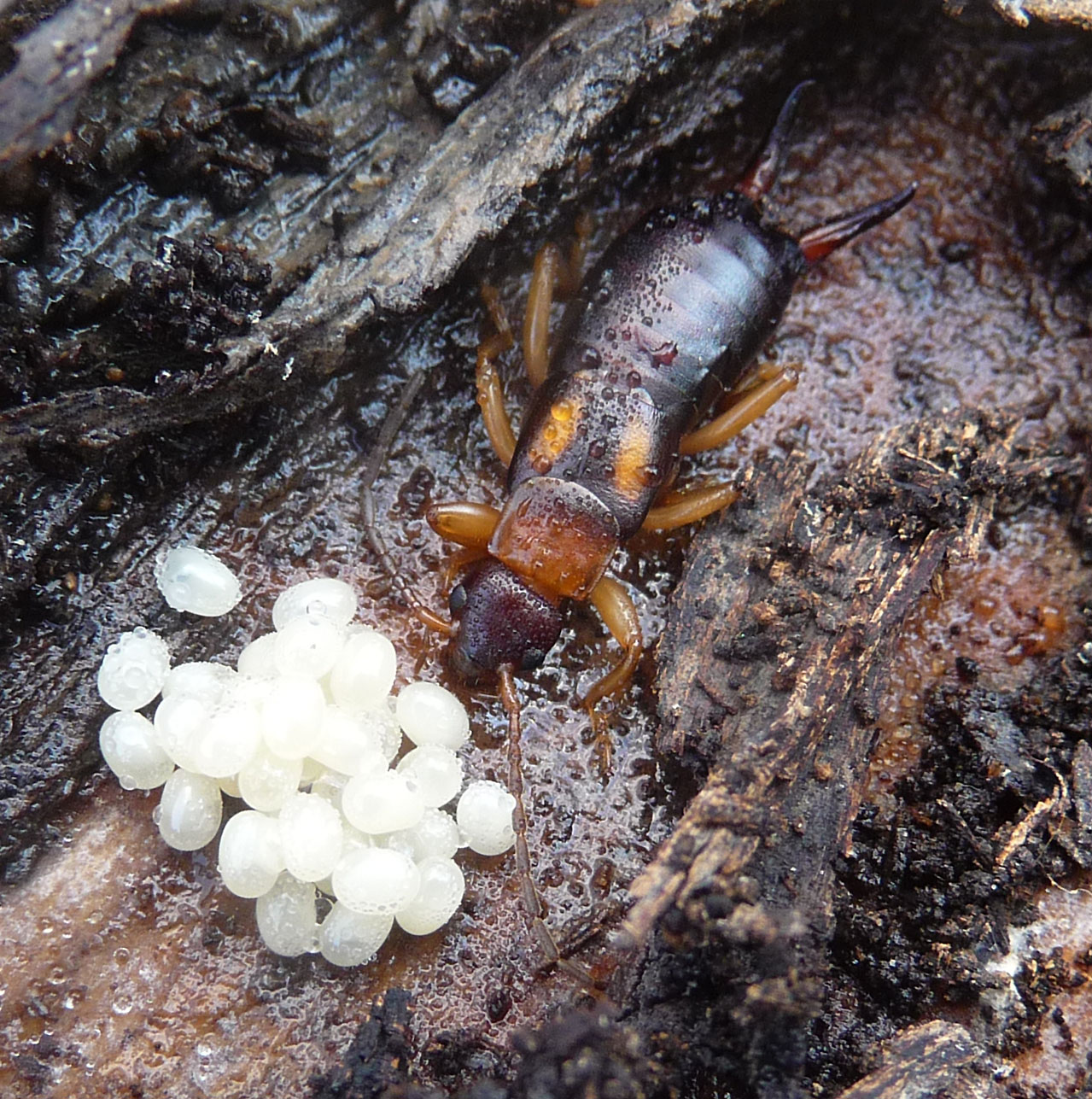
Anechura bipunctata

Skorki Ukrainy, dermapterofauna Ukrainy – ogół taksonów owadów z rzędu skorków (Dermaptera), których występowanie stwierdzono na terenie Ukrainy.
Według checklisty autorstwa Borisa Jelisiejewa, bazującej na publikacjach wydanych do 2004 roku, na Ukrainie stwierdzono 14 gatunków, 8 rodzajów i 4 rodziny skorków.

## Anisolabididae
- Anisolabis maritima (Bonelli, 1832)
- Euborellia annulipes (Lucas, 1847)
- Euborellia moesta (Géné, 1839)

## Kleszczankowate(Spongiphoridae)
- Labia minor (Linnaeus, 1758) – kleszczanka

## Obcężnicowate(Labiduridae)
- Labidura riparia (Pallas, 1773) – obcążnica nadbrzeżna

## Skorkowate(Forficulidae)
- Anechura bipunctata (Fabricius, 1781)
- Apterygida media (Hagenbach, 1822) – kikutnica żółta
- Chelidura acanthopygia (Géné, 1832) – kikutniczka pospolita
- Chelidura transsilvanica (Ebner, 1932)
- Forficula aetolica Brunner, 1882
- Forficula auricularia Linnaeus, 1758 – skorek pospolity
- Forficula decipiens Géné, 1832
- Forficula smyrnensis Audinet-Serville, 1839
- Forficula tomis (Kolenati, 1846)